# Mancur Olson
Mancur Lloyd Olson, Jr. (* 22. Januar 1932 in Grand Forks (USA); † 19. Februar 1998) war ein amerikanischer Wirtschaftswissenschaftler, der seine Werke interdisziplinär anlegte und auch die Entwicklung von Soziologie und Politikwissenschaft mitbestimmte.

## Leben
Nach einem Abschluss an der North Dakota State University studierte Olson an der Universität Oxford Volkswirtschaftslehre und promovierte 1963 an der Harvard University. Seine erste Berufung als Assistenzprofessor bekam er von der Princeton University, wo er bis 1967 tätig war. Danach arbeitete er für kurze Zeit im US-amerikanischen Ministerium für Gesundheit und Soziales.
1969 übernahm er einen Lehrstuhl für Ökonomie an der University of Maryland. An dieser Universität gründete er 1990 das Center on Institutional Reform and the Informal Sector (IRIS, dt.: Zentrum für institutionelle Reform und Schattenwirtschaft).
Später gründete er zusammen mit James M. Buchanan unter anderem die Public Choice Society, deren sechster Präsident er war. Außerdem bekleidete er die Ämter des Präsidenten der Sektion für Sozial- und Wirtschaftswissenschaften der American Association for the Advancement of Science und das des Vizepräsidenten der American Economic Association. Seit 1985 war er Mitglied der American Academy of Arts and Sciences.

## Werk
Er gilt als Vertreter der Theorie der rationalen Entscheidung (rational choice theory) und verwendete diese zur Analyse von kollektivem Handeln in Gruppen bis zu ganzen Nationen.

### Logik des kollektiven Handelns
In seinem 1965 verfassten Werk Logik des kollektiven Handelns behandelt Olson die Probleme für Gruppen, wenn sich alle ihre Mitglieder rational im Sinne der Theorie der rationalen Entscheidung verhalten würden. Ausgangspunkt seiner Überlegung ist eine Kritik einerseits des liberalen Pluralismus Bentleys und Trumans, der vor allem in den 1950ern die politikwissenschaftliche Diskussion bestimmte, und des Marxismus. Beiden Ansätzen gemein ist das von Olson kritisierte Postulat, dass bei der Bereitstellung von Kollektivgütern so lange keine Probleme auftreten, wie die Mitglieder der Organisation ein gemeinsames Interesse an diesem Kollektivgut besitzen. Olson zeigt nun auf, dass diese Übereinstimmung zwischen individueller und kollektiver Rationalität nicht zwangsläufig gegeben ist, sondern dass vielmehr die Bereitstellung von Kollektivgütern durch eine Gruppe prekär ist, weil es für einzelne Gruppenmitglieder rationaler sein kann, nicht im Sinne der Gruppe zu handeln, sondern den eigenen Nutzen zu maximieren.
Es ergeben sich dadurch Probleme der Organisation von Gruppen. Dabei unterscheidet er ausgehend von der Gruppengröße zwischen privilegierten Gruppen, mittelgroßen Gruppen sowie latenten Gruppen, wobei erst bei latenten Gruppen, bei denen die Beiträge eines Mitglieds ob der Größe der Gruppe nicht mehr wahrnehmbar sind, rationales Handeln eine Rolle spielt. In diesen latenten Gruppen ist das Problem des Trittbrettfahrens ständig virulent und es müssen seitens der Organisation so genannte selektive Anreize (positiver oder negativer Natur) bereitgestellt werden, um ein kollektives Handeln zu ermöglichen.
Bei „Trittbrettfahrern“ (free-rider problem), die ohne eigenen Beitrag einen Nutzen aus dem kollektiven Handeln anderer ziehen, besteht kein Anreiz mehr, sich an dem kollektiven Handeln zu beteiligen. An diesem Punkt tritt die Anleihe Olsons bei der Theorie über öffentliche Güter zu Tage: Voraussetzung für das genannte Problem ist nämlich, dass – wie bei öffentlichen Gütern auch – vom „Konsum“ bzw. Nutzen des kollektiven Gutes niemand ausgeschlossen werden kann (non-exclusivity), wie zum Beispiel ein Leuchtturm: Ein Reeder braucht nichts zur Unterhaltung des Leuchtturms beizutragen, weil andere ihn aus ihrem Sicherheitsbedürfnis heraus auch ohne seinen Beitrag aufstellen würden und er nicht vom „Konsum“ ausgeschlossen werden kann.
Olson weist überdies auf ein zweites Problem hin, dessen Ursache mit der Gruppengröße eng verbunden ist, das so genannte trivial contribution problem. Es ist dem Problem des Trittbrettfahrens sehr ähnlich, weist aber noch stärker auf die Gruppengröße als Ursache von Problemen kollektiven Handelns hin. Zusammengefasst können hierbei vier Hauptpunkte ermittelt werden.
„Mit steigender Gruppengröße
1. nehmen die Auswirkungen der individuellen Beitragsverweigerung ab,
2. nimmt ebenfalls die Sichtbarkeit dieser Verweigerung ab,
3. kann der Nutzen für den Einzelnen u.U. abnehmen und
4. steigen die Organisationskosten.“[1]

Angenommen, mein eigener Beitrag macht aufgrund der hohen Zahl an Mitgliedern nur einen Bruchteil der notwendigen Mittel aus, die eine Organisation zur Bereitstellung des öffentlichen Gutes benötigt. Dann habe ich wenig Anreiz, diesen Beitrag weiterhin zu leisten, weil er die Fähigkeit einer Organisation, ihre Ziele zu erreichen, nicht verbessern kann. An dieser Stelle wird die Reichweite von Olsons Theorie deutlich, die nicht nur verwendbare Aussagen für die Volkswirtschaftslehre liefert, sondern insbesondere die Analyse kollektiven Handelns in der Politik stützen kann. In Bezug auf Organisationen im politischen Geschehen kann das kollektive Gut dabei verschiedene Formen annehmen, solange es den Mitgliedern der Organisation zuträglich ist. Das könnte zum Beispiel für einen Verband für Autofahrer (Bsp. ADAC) die Durchsetzung einer Senkung der Kfz-Steuer darstellen oder die erreichte Lohnerhöhung der Gewerkschaft für ihre Gewerkschaftsmitglieder. Dabei können theoretische Fragestellungen wie folgt lauten: Warum sollte ich Mitglied einer Partei oder Gewerkschaft mit vielen Mitgliedern werden, in der meine Interessen untergehen? Warum sollte ich Mitglied in einem Verband sein, wenn dieser auch ohne meinen Beitrag Vorteile für mich erringt.
Abstrakter kann durch die Theorie auch folgende Fragestellung aufkommen: Warum sollte ich wählen gehen, wenn nur in Ausnahmefällen gerade meine Stimme den Ausschlag dafür gibt, welche Partei in die Regierung kommt?

„Ausschlaggebend ist Olson zufolge nicht der Wille, unmittelbar zu einem öffentlichen Gut beizutragen, sondern vielmehr der Anreiz, dies mittelbar zu tun. Damit wird es zu einer Frage institutioneller Arrangements, ob sich Gruppenmitglieder – durch selektive Anreize – veranlasst sehen, im gemeinsamen Gruppeninteresse zu handeln. Insofern ist Olsons gruppentheoretisches Paradoxon, dass rationale Akteure gerade aufgrund ihrer individuellen Rationalität ein gemeinsames Gruppeninteresse nur mit Hilfe der Anreizwirkungen institutioneller Arrangements in sozial erwünschter Weise verfolgen können, das direkte Analogon zum klassischen Theorem der unsichtbaren Hand.“

Olson untersucht anhand der vorgestellten Systematik Gewerkschaften in den USA, Fachzeitschriften für Medizin sowie die Farm-Büros der amerikanischen Landwirtschaft. Am Ende geht er auf die Gesellschaftstheorie von Karl Marx ein und zeigt, dass sich die Interessengruppen von Proletariat und Bourgeoisie bei Marx nicht nach rationalen Kriterien, die Marx unterstellte, verbünden und gemeinsam handeln werden.
Olson identifiziert jedoch einige Faktoren, die die Bereitstellung eines Kollektivguts durch eine Interessengruppe wahrscheinlicher machen:
1. Je weniger Individuen ein Interesse an einem Kollektivgut teilen, desto wahrscheinlicher ist die Bereitstellung.
2. Hat eine (große) Gruppe Zugang zu selektiven Anreizen wird die Bereitstellung wahrscheinlicher. Dabei unterscheidet er zwischen sozialen selektiven Anreizen (Mitwirkung an der Bereitstellung durch sozialen Druck; v. a. in kleinen Gruppen oder föderativen Gruppen), positiven selektiven Anreizen (Vorteile durch das Mitwirken an der Bereitstellung) und negativen selektiven Anreizen (Nachteile durch eine Verweigerung der Hilfe zur Bereitstellung)
3. In homogenen Gruppen ist die Bereitstellung wahrscheinlicher als in heterogenen Gruppen.

### Aufstieg und Niedergang von Nationen
Das Werk, 1982 veröffentlicht, entwickelt eine ökonomische Theorie des Zusammenhangs zwischen Organisationsgrad der Interessenverbände und der Rate des Wirtschaftswachstums einer Volkswirtschaft. Der Autor grenzt sich von der „klassisch-liberalen Laissez-faire-Ideologie“ ab, „daß jene Regierung am besten ist, die am wenigsten regiert.“ Keineswegs würden die Märkte jedes Problem allein lösen, wenn die Regierung sie nur in Ruhe lässt (dtsch. Ausgabe, S. 233). Aufgrund der Eigeninteressen der Interessengruppen wirkten diese nicht zwangsläufig im Sinne eines angenommenen Gemeinwohls des Staates.
Olson entwickelt – ausgehend von den in Logik kollektiven Handelns entwickelten Thesen über die Organisation von Interessen – neun Folgerungen, anhand derer er einen negativen Zusammenhang des Einflusses von Interessengruppen auf die wirtschaftliche Entwicklung eines Landes ableitet.
Die neun Folgerungen lauten im Einzelnen:
1. Es wird keine Länder geben, die eine symmetrische Organisation aller Gruppen mit einem gemeinsamen Interesse erlangen und die dabei durch umfassende Verhandlungen optimale Ergebnisse erzielen.
2. Stabile Gesellschaften mit unveränderten Grenzen neigen dazu, im Laufe der Zeit mehr Kollusionen und Organisationen für kollektives Handeln zu akkumulieren.
3. Mitglieder von 'kleinen' Gruppen haben vergleichsweise große Organisationsmacht für kollektives Handeln; dieses Missverhältnis verringert sich mit der Zeit in stabilen Gesellschaften, aber es verschwindet nicht.
4. Im Ergebnis vermindern Sonderinteressengruppen und Kollusionen die Effizienz und das Gesamteinkommen der Gesellschaften, in denen sie wirken, und sie machen das politische Leben zwieträchtiger.
5. Umfassende Organisationen haben einen Anreiz, die Gesellschaft, in der sie wirken, aufblühen zu lassen, und einen Anreiz, Einkommen an ihre Mitglieder mit möglichst geringen sozialen Kosten umzuverteilen und damit aufzuhören, wenn der umverteilte Betrag im Verhältnis zu den sozialen Kosten der Umverteilung nicht erheblich ist.
6. Verteilungskoalitionen treffen Entscheidungen langsamer als die Individuen und Unternehmen, die sie umfassen, sie neigen dazu, überfüllte Tagesordnungen und Verhandlungstische zu haben und setzen häufiger Preise als Mengen fest.
7. Verteilungskoalitionen verringern die Fähigkeit einer Gesellschaft, neue Technologien anzunehmen und eine Reallokation von Ressourcen als Antwort auf sich verändernde Bedingungen vorzunehmen, und damit verringern sie die Rate des ökonomischen Wachstums.
8. Verteilungskoalitionen sind exklusiv, sobald sie groß genug sind, um erfolgreich zu sein, und sie versuchen, die Unterschiedlichkeit der Einkommen und Werte ihrer Mitgliedschaft zu begrenzen.
9. Die Zunahme von Verteilungskoalitionen erhöht die Komplexität der Regulierung, die Bedeutung des Staates und die Komplexität von Übereinkommen, und sie ändert die Richtung der sozialen Evolution.

### Primärliteratur
- Literatur von und über Mancur Olson im Katalog der Deutschen Nationalbibliothek

- Die Logik des kollektiven Handelns: Kollektivgüter und die Theorie der Gruppen. 5. Aufl. Mohr Siebeck, Tübingen 2004. (Originalausgabe: The Logic of Collective Action: Public Goods and the Theory of Groups 1965) ISBN 3-16-148504-1.
- Aufstieg und Niedergang von Nationen: ökonom. Wachstum, Stagflation u. soziale Starrheit (engl. Originaltitel: The Rise and Decline of Nations, 1982). Mohr, Tübingen 1985. ISBN 3-16-944810-2.
- Umfassende Ökonomie. Mohr, Tübingen 1991. ISBN 3-16-345460-7.
- Macht und Wohlstand: kommunistischen und kapitalistischen Diktaturen entwachsen. Übers. von Gerd Fleischmann.  Mohr Siebeck, Tübingen 2002. Engl. Originaltitel: Power and prosperity. ISBN 3-16-147536-4.

Siehe auch: Neue Politische Ökonomie, Utilitarismus

### Sekundärliteratur
- Russell Hardin: Collective Action. Johns Hopkins University Press, Baltimore 1982.
- Ingo Pies: Theoretische Grundlagen demokratischer Wirtschafts- und Gesellschaftspolitik. Der Beitrag Mancur Olsons. In: ders. / Martin Leschke (Hrsg.): Mancur Olsons Logik kollektiven Handelns. Mohr Siebeck, Tübingen 1997. S. 1–26.
- Klaus Schubert (Hrsg.): Leistungen und Grenzen politisch-ökonomischer Theorie: eine kritische Bestandsaufnahme zu Mancur Olson. Wiss. Buchges., Darmstadt 1992. ISBN 3-534-11361-6.
- Berndt Keller: Interessenorganisation und Interessenvermittlung. Die Grenzen eines neoklassischen Institutionalismus in Olsons 'Rise and Decline of Nations'. Kölner Zeitschrift für Soziologie und Sozialpsychologie, 43, 3, 1990, S. 502–524.
- Dehling, Jochen/Schubert, Klaus: Ökonomische Theorien der Politik, VS Verlag für Sozialwissenschaften, Wiesbaden 2011